# Universidad Nacional de Mar del Plata
La Universidad Nacional de Mar del Plata (Unmdp) es una universidad pública argentina con sede en la ciudad balnearia bonaerense de Mar del Plata, creada en 1975 como parte del plan Taquini que buscaba reorganizar la educación superior. En 2016 tuvo una matrícula de 30 313 alumnos, repartidos en 33 carreras de grado y 35 de posgrado.
Está integrada por diez facultades académicas: Arquitectura, Urbanismo y Diseño; Ciencias Agrarias; Ciencias Económicas y Sociales; Ciencias Exactas y Naturales; Ciencias de la Salud y Servicio Social; Derecho; Humanidades; Ingeniería; Psicología y la recientemente agregada Escuela Superior de Medicina. Además posee a su cargo el Colegio Nacional Dr. Arturo Illia, único secundario preuniversitario de la ciudad.

## Historia
Con el crecimiento económico de la ciudad entre los años 50 y 60, surge la idea de la conveniencia de crear una Universidad. Es así que el Ministerio de Educación de la Provincia de Buenos Aires encomienda a la UCIP la organización de la primera Asamblea para constituir la Comisión Cooperadora de la Universidad Provincial. Así nace en 1962 la Universidad de la Provincia de Buenos Aires. Al mismo tiempo el Obispo de la ciudad daba impulso a un proyecto de creación de una organización de educación superior privada, primero el Instituto Universitario Libre, en 1958, y luego la Universidad Católica "Stella Maris". Por entonces las Facultades de Ciencias Económicas y Arquitectura y Urbanismo funcionaban desde el ámbito público y las Facultades de Agronomía, Derecho, Humanidades y Escuela de Enfermeras Universitarias, desde el privado.
En 1966 se creó la Facultad de Ingeniería Técnica y se incorporó a la Universidad el Instituto Superior de Ciencias de la Educación y la Escuela de Psicología. Dos años más tarde se funda el Instituto Superior de Turismo y la Escuela de Terapia Ocupacional.
Para 1969 a raíz de las demandas que iban surgiendo, nace el Departamento de Idiomas y se crea la Licenciatura en Estudios Políticos y Sociales.
En 1972 se creó la Licenciatura en Ciencias Políticas y la Escuela de Ciencias Turísticas pasó a ser la Facultad de Ciencias Turísticas, y se crea además la carrera de Profesorado de Inglés.
Un año más tarde nace la Facultad de Ciencias Agrarias que hasta ese entonces formaba parte de la Universidad Católica.
En 1975 se Nacionaliza la Universidad Provincial a partir de un convenio entre el Ministerio de Cultura y Educación y el Gobierno de la Provincia de Buenos Aires, es entonces cuando la institución por Ley N.º 21139 sancionada el 30 de septiembre y promulgada el 27 de octubre, pasa a llamarse Universidad Nacional de Mar del Plata. Entonces, sustentada sobre la base de la Universidad Provincial, la Universidad Católica "Stella Maris" pasa a conformar parte de la misma organización; contando para ese entonces con una totalidad de 8 Facultades y Escuelas: Facultades y Escuelas: Arquitectura y Urbanismo, Ciencias Agrarias, Ciencias Económicas, Ingeniería, Humanidades, Derecho, Turismo y la Escuela de Ciencias de la Salud. Creándose ese mismo año la carrera de Enfermería Profesional, además de pasar la Escuela de Idiomas a ser un Departamento dependiente de la Facultad de Humanidades.
Con la llegada de la dictadura militar de 1976 se inicia una persecución a docentes y estudiantes. En particular, se cesantea a una gran cantidad de docentes tanto en ese año como en los siguientes, algunos de los cuales fueron retirados mientras se hallaban dictando su clase.  El gobierno militar suspende el ingreso a la facultad durante el primer cuatrimestre de ese año para algunas de las carreras existentes -no se abrió la inscripción de la carrera de Letras, Psicología, Sociología, Ciencias de la Educación o Antropología, por ejemplo, que (salvo la primera), se cerrarían posteriormente-. El ingreso en 1976 fue por tanto muy irregular, en el marco de la incertidumbre y la represión instaurada en la sociedad. Sobre la base de la carrera de Abogacía de la vieja Universidad Católica, se crea la Facultad de Derecho. Durante ese mismo gobierno se crean la carrera de Cartografía y el Profesorado y la Licenciatura en Matemáticas, dependientes ambos de la Facultad de Ingeniería.
La dictadura militar detiene las actividades académicas de aquellas carreras que en ese momento fueron consideradas "más conflictivas", por lo que se suspenden las actividades del Instituto de Educación Física y Deportes, se cierran las carreras del Instituto de Educación Física y Deportes y se cierran las carreras de Ciencias de la Educación, Antropología, Sociología y Ciencias Políticas. Para ese mismo año (1977) se unifican las Facultades de Ciencias Económicas y Turismo, dando lugar a la actual Facultad de Ciencias Económicas y Sociales.
En 1978 se crea el Instituto de Investigaciones Biológicas y se autoriza la creación de la Facultad de Ciencias Exactas, Naturales y Biológicas. Un año más tarde se crea el Centro de Geología de Costas y la carrera de Bibliotecología.
Con el año 1980 llegan las primeras etapas de la creación del Complejo Universitario General Belgrano ubicado en la calle Funes y la ampliación de la facultad de Ingeniería.
Con la vuelta a la democracia se abrieron nuevamente los cupos de ingreso de los alumnos y fueron devueltos los cargos a los docentes que habían quedado cesantes en la dictadura militar; se reabrió la carrera de Psicología en el año 1986.
En el año 1988 se elige al primer Rector en Asamblea Universitaria, el arquitecto Javier Hernán Rojo. Ese año, por medio de convenio entre los Municipios de Ayacucho, Carlos Casares, Coronel Pringles, Coronel Suárez, General Madariaga, General Villegas, Pehuajó y Trenque Lauquen; se pone en marcha el Proyecto de Universidad Abierta los Centros Regionales de Educación Abierta y Permanente (CREAP). Es con este rector que se aprueba también, el 23 de marzo de 1990, el nuevo Estatuto Universitario.
En 1992 asume como Rector el Ingeniero Jorge Domingo Petrillo, hasta ese momento decano de la Facultad de Ingeniería. Reelegido en 1996 y finalizando su mandato en el 2000 es reemplazado por el Dr. Gustavo Daleo durante el período 2000-2004. El período 2004-2008 estuvo a cargo del Arquitecto Daniel Medina -período en el que se reabrió la carrera de Sociología-. 
Desde 2009 hasta 2012, el rectorado estuvo a cargo del Lic. Francisco Morea, acompañado en el vicerectorado por el Ing. Raúl Conde, quienes en 2012 fueron reelegidos para continuar al frente de la gestión política de la Universidad por el período 2013-2016. En el año 2013, se aprueba el nuevo Estatuto de la Universidad, que incorpora el ingreso irrestricto, la representación del claustro no docente en los órganos de cogobierno, la unificación de mandatos de cargos unipersonales y cuerpos colegiados, entre otras cuestiones. Es en el marco de este nuevo Estatuto que se elige a la fórmula Morea-Conde para continuar en Rectorado durante el período transicional hasta la unificación de los mandatos en el año 2017.
En el 2017, la Universidad tiene su acto eleccionario más grande desde la vuelta a la democracia. En función de lo normado en el flamante Estatuto, todos los cargos en la Universidad vencen entre noviembre y diciembre de ese año, y dichos cargos deben elegirse durante la semana del 18 al 22 de septiembre, renovándose cada cuatro años. Como consecuencia, los 4 claustros de la Universidad en las 9 facultades votaron en simultáneo durante esas jornadas, haciendo uso de un sistema de votación más transparente que fuera aprobado en el Estatuto. En dicho sistema, los candidatos a asambleístas universitarios deben especificar a quién van a votar para rector y no pueden cambiar su voto. Como resultado, el Cdor. Alfredo Lazzeretti y el Dr. Daniel Antenucci fueron elegidos como rector y vicerrector respectivamente, habiendo alcanzado los 58 votos necesarios (la mitad más uno de los asambleístas totales).
Durante el conflicto universitario de 2024, las facultades de Ciencias Exactas, Psicología y Humanidades fueron tomadas por los estudiantes.

## Radio y TV
La Universidad Nacional de Mar del Plata transmite desde el 25 de mayo de 2005 un programa de radio, en la frecuencia FM 95.7 desde sus estudios ubicados en la Facultad de Derecho. Desde allí, diariamente, se comunica la actividad académica de la Universidad en todos sus aspectos (gestión, extensión, divulgación, investigación) y además la actualidad informativa que incluye la política, el espectáculo, el deporte y mucho más.
Asimismo desde principios de 2017 “Canal Universidad” es la señal de TV de la Universidad Nacional de Mar del Plata, que se emite a través de la Televisión Digital Abierta (TDA), en el canal 28, y por streaming en canal.mdp.edu.ar.

## Carreras de Grado[6]
| Profesorado/ Licenciatura/ Tecnicatura             | Carrera                                                        | Duración (años) |
| -------------------------------------------------- | -------------------------------------------------------------- | --------------- |
| Facultad de Arquitectura, Urbanismo y Diseño       |                                                                |                 |
| -                                                  | Arquitectura                                                   | 6               |
| -                                                  | Diseño Industrial                                              | 5               |
| Tec.                                               | Gestión Cultural (con Facultad de Humanidades semi presencial) | 3               |
| Lic.                                               | Gestión Cultural (Ciclo de Licenciatura)                       | 2               |
| Tec.                                               | Comunicación Audiovisual                                       | 3               |
| Facultad de Ciencias Económicas y Sociales         |                                                                |                 |
| Lic.                                               | Administración                                                 | 5               |
| -                                                  | Contador/a Público/a                                           | 5               |
| Lic.                                               | Economía                                                       | 5               |
| Prof.                                              | Economía                                                       | 4               |
| Lic.                                               | Turismo                                                        | 5               |
| Tec.                                               | Turismo                                                        | 3               |
| Tec.                                               | Comercialización                                               | 3               |
| Tec.                                               | Comercio Exterior                                              | 3               |
| Tec.                                               | Periodismo Digital                                             | 3               |
| Facultad de Ciencias Exactas y Naturales           |                                                                |                 |
| -                                                  | Bioquímica                                                     | 6               |
| Lic.                                               | Ciencias Biológicas                                            | 5               |
| Prof.                                              | Ciencias Biológicas                                            | 4               |
| Lic.                                               | Ciencias Matemáticas                                           | 5               |
| Prof.                                              | Ciencias Matemáticas                                           | 4               |
| Lic.                                               | Física                                                         | 5               |
| Prof.                                              | Física                                                         | 4               |
| Lic.                                               | Química                                                        | 5               |
| Prof.                                              | Química                                                        | 4               |
| Facultad de Ciencias Agrarias                      |                                                                |                 |
| -                                                  | Ingeniería Agronómica                                          | 5               |
| Lic.                                               | Ciencia y Tecnología de Alimentos                              | 4               |
| Lic.                                               | Producción Animal                                              | 4               |
| Lic.                                               | Producción Vegetal                                             | 4               |
| Facultad de Ciencias de la Salud y Servicio Social |                                                                |                 |
| Lic.                                               | Enfermería                                                     | 5               |
| Lic.                                               | Servicio Social                                                | 5               |
| Lic.                                               | Terapia Ocupacional                                            | 5               |
| Facultad de Derecho                                |                                                                |                 |
| -                                                  | Derecho                                                        | 5               |
| -                                                  | Martillero, Corredor y Tasador Público                         | 3               |
| Facultad de Humanidades                            |                                                                |                 |
| Lic.                                               | Historia                                                       | 5               |
| Prof.                                              | Historia                                                       | 4               |
| Lic.                                               | Geografía                                                      | 5               |
| Prof.                                              | Geografía                                                      | 4               |
| Lic.                                               | Letras                                                         | 5               |
| Prof.                                              | Letras                                                         | 4               |
| Prof.                                              | Inglés                                                         | 4               |
| -                                                  | Bibliotecario/a Escolar                                        | 3               |
| -                                                  | Bibliotecario/a Escolar (a distancia)                          | 3               |
| -                                                  | Bibliotecario/a Documentalista                                 | 3               |
|                                                    | Bibliotecario/a Documentalista (a distancia)                   | 3               |
| Lic.                                               | Bibliotecología y Documentación                                | 5               |
| Prof.                                              | Bibliotecología y Documentación                                | 5               |
| Lic.                                               | Filosofía                                                      | 5               |
| Prof.                                              | Filosofía                                                      | 4               |
| Lic.                                               | Sociología                                                     | 5               |
| Lic.                                               | Ciencias Políticas                                             | 5               |
| -                                                  | Ciencias de la Educación                                       | 5               |
| Lic.                                               | Antropología                                                   | 4               |
| Tec.                                               | Antropología                                                   | 3               |
| Facultad de Ingeniería                             |                                                                |                 |
| -                                                  | Ingeniería Eléctrica                                           | 5               |
| -                                                  | Ingeniería Electromecánica                                     | 5               |
| -                                                  | Ingeniería Electrónica                                         | 5               |
| -                                                  | Ingeniería en Alimentos                                        | 5               |
| -                                                  | Ingeniería en Computación                                      | 5               |
| -                                                  | Ingeniería Informática                                         | 5               |
| -                                                  | Ingeniería Industrial                                          | 5               |
| -                                                  | Ingeniería en Materiales                                       | 5               |
| -                                                  | Ingeniería Mecánica                                            | 5               |
| -                                                  | Ingeniería Química                                             | 5               |
| Facultad de Psicología                             |                                                                |                 |
| Lic.                                               | Psicología                                                     | 5               |
| Escuela Superior de Medicina                       |                                                                |                 |
|                                                    | Medicina                                                       | 6               |